# Habranthus salinarum
Habranthus salinarum är en amaryllisväxtart som beskrevs av Pierfelice Ravenna. Habranthus salinarum ingår i släktet Habranthus och familjen amaryllisväxter. Inga underarter finns listade i Catalogue of Life.